# Blankenbergse Vaart

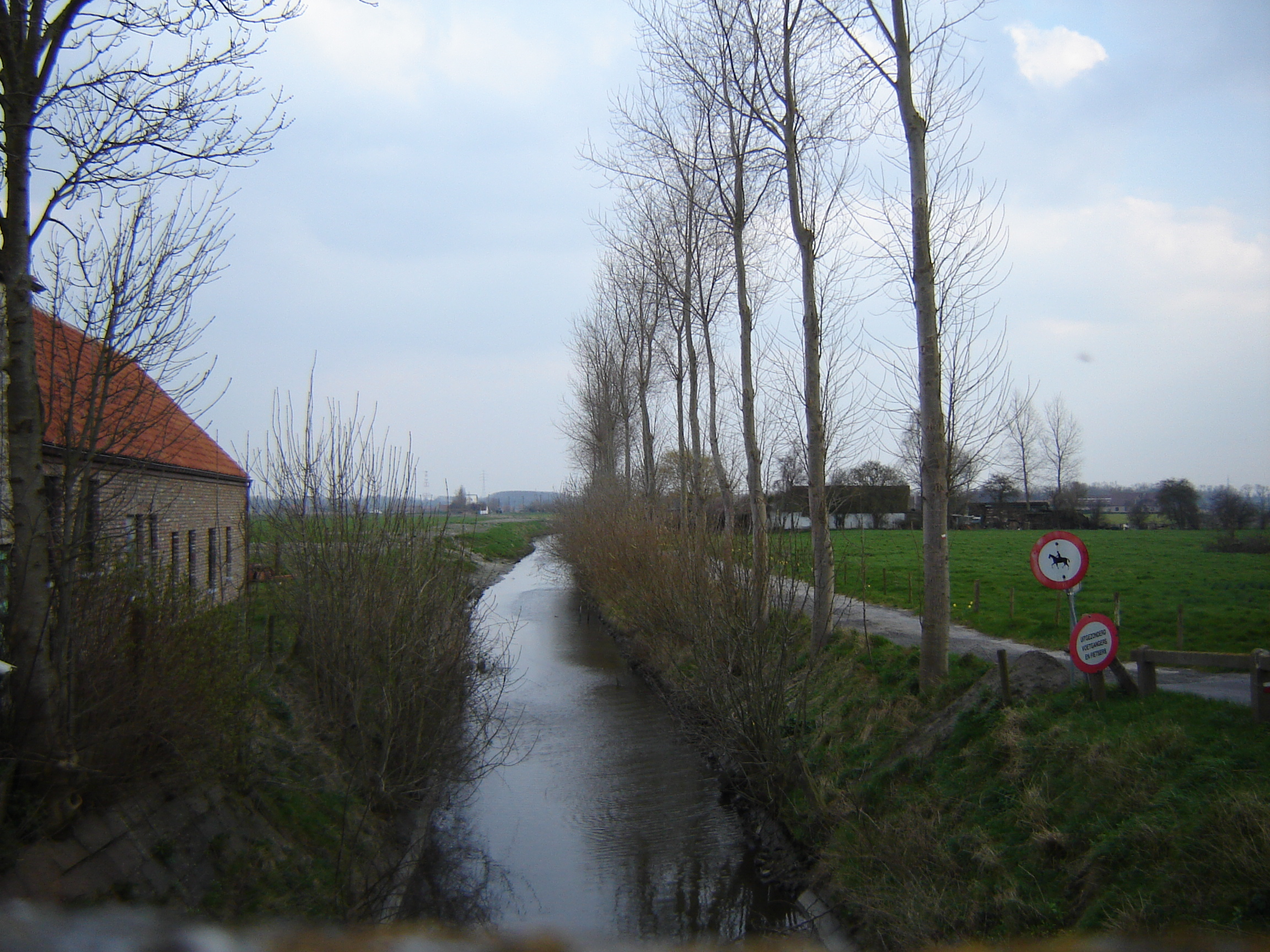
Blankenbergse Vaart

De Blankenbergse Vaart is een van de uitwateringskanalen van de Nieuwe Polder van Blankenberge, die loopt van de Brugse wijk Sint-Pieters-op-den-Dijk via Meetkerke en Zuienkerke naar Blankenberge, waar ze uitmondt in de jachthaven.
Tot begin 20e eeuw werd deze vaart nog voor transportdoeleinden gebruikt, maar uiteindelijk bleek dit, vanwege de verbeterde wegen, niet meer rendabel.
Het stroomgebied van de Blankenbergse Vaart bedraagt 5.498 hectare en staat in open verbinding met de -westelijker gelegen- Noordede.